# Selma Hernandes
Selma Hernandes (San Paolo, 19 marzo 1979) è una cantante brasiliana.

## Biografia
Selma Hernandes, cantante, interprete e compositrice, è nata a San Paolo, Brasile.
Vive tra l'Amazzonia e Perugia, dove è arrivata nel 2002 grazie a una borsa di studio per perfezionare lo studio della lingua italiana.
Ha iniziato a suonare la chitarra a 6 anni, a 10 ha studiato il pandeiro (tipo di tamburello di legno e pelle molto utilizzato nella musica brasiliana) e la batteria. A 13 anni ha iniziato la sua carriera artistica come cantante in un gruppo di giovani musicisti di Sao Paulo con i quali ha lavorato durante 5 anni. Ha perfezionato il canto alla Facoltà Carlos Gomes di San Paolo
Nel 1990 inizia una nuova fase più matura e molto impegnativa con il suo nuovo concerto acustico di MPB (soprattutto bossa nova e samba). Ottiene ottimi risultati con una media di 250 concerti all'anno e porta avanti questo progetto per 6 anni.
Nel 1994 si presenta in Messico, alla Casa della Cultura di Cancún. In occasione del concerto viene invitata a fare uno speciale live nel programma Musicancun ed il suo concerto viene trasmesso in diretta in Guatemala, Messico e Belize. Nello stesso anno prende la sua prima laurea in Brasile, in Scienze Biologiche.
Nel 1996 si trasferisce in Amazzonia e partecipa a vari festival presentando le sue composizioni, oltre a dedicarsi alla composizioni della musica per spot pubblicitari radio e tv.
Nel 1998 vince il "Festival Aperto di musica" del Sesc di Porto Velho, aggiudicandosi il premio come migliore interprete e quello per la migliore musica.
L'esperienza vissuta in Amazzonia va oltre alla musica, e si trasforma in un vero e proprio laboratorio di conoscenza di un Brasile lontano dagli stereotipi e dai luoghi comuni, che ritorna in tutta la sua attività professionale.
Nel 2000 partecipa a un concorso televisivo organizzato da Rete Globo e dalla Sony Music, a cui si iscrivono più di 30.000 musicisti. Selma si classifica tra i 14 scelti dalla giuria per le sfide musicali in diretta TV e arriva fra 1 primi 3 vincitori.
Nel 2004 fonda il Selma Hernandes Quintet e porta in tour uno spettacolo sulla storia del Brasile ripercorsa attraverso la musica e gli strumenti tradizionali. Samba, bossa nova, baião, forrò e tutte le altre radici musicali brasiliane si mescolano in questo spettacolo che diventa un album acustico intitolato "Encontros" (2005).
Durante i suoi soggiorni in Italia, Selma Hernandes ha cantato come special guest, insieme a Guinga e Gabriele Mirabassi, e a Gianluca Littera. 
Partecipa diverse volte al programma "Brasil" condotto da Max de Tomassi, su Radio Rai Uno, cantando dal vivo in diretta.
Nel 2007 esce il singolo Remedios, cover di una delle più belle canzoni di Gabriella Ferri del 1974. Il brano originale, inserito nella colonna sonora del film di Ferzan Özpetek Saturno contro, spinge al successo anche la versione del disc-jockey Stefano Brizi interpretato da Selma, che trova grande riscontro nelle radio diventando uno dei pezzi più suonati delle emittenti italiane e più ballato nelle discoteche.
Nel 2008 prende una seconda laurea, questa volta in Italia, a Perugia, in Lingua e Cultura Italiana per Stranieri.
Ancora nel 2008 Selma inizia una ricca collaborazione con Luigi Rana (produttore musicale)  e si dedica totalmente alla realizzazione di un nuovo progetto discografico. La lunga esperienza musicale di entrambi si traduce in un lavoro dove si ritrovano le radici della musica brasiliana intrecciate a sonorità attuali. Una fusione di stile, di generi musicali, di tradizione e modernità, che non vuole essere esclusivamente etnico ma internazionale. I testi sono quasi tutti scritti da Selma che evidenzia continuamente lo spirito del suo popolo e del suo paese, dello stile di vita brasiliano che porta ad affrontare tutto con estrema calma in base al concetto: Posso rendere bene e tanto anche senza farmi prendere dalla frenesia e dall'isterismo.
Nel 2008 la cantante, ammiratrice dichiarata della musica e della cultura italiana, canta in portoghese uno dei grandi successi di Mina. Il singolo Num segundo è una rivisitazione moderna di L'importante è finire".
Segue nel 2009 il terzo singolo Mi amor un'altra fusion che riscuote grandi risultati nei tour live.
Nel 2010 è uscito Musica pra dançar.